# Université de Port Harcourt
L'université de Port Harcourt (en anglais : University of Port Harcourt ou Uniport) est une université située à Port Harcourt, dans le sud du Nigeria.

## Personnalités liées à l'université

### Professeurs
- Kay Williamson, professeur de langues

## Source
- (en) Cet article est partiellement ou en totalité issu de l’article de Wikipédia en anglais intitulé « University of Port Harcourt » (voir la liste des auteurs).